# 영국의 코로나19 범유행
다음은 영국에서의 코로나19 범유행에 관한 설명이다.
4명의 영국 최고 의료 책임자 (CMO)는 2020년 1월 30일, 세계보건기구가 국제적 공중보건 비상사태로 발표하면서 영국의 위험 수준을 낮음에서 보통으로 올렸다.
3월 23일, 18세 청소년이 코로나19 확진 판정을 받은 직후 숨진 사건이 발생했다.

## 개요
2020년 1월 31일에 첫 확진자가 발생하였다. 영향을 받았지만, 주로 해외 유입 사례였으며 3월 중순까지는 이탈리아, 프랑스 또는 독일과 달리 질병의 발발로 간주되지 않았다.
3월 12일 기준으로, 검사를 받은 사람의 수는 590명으로 입증되었으며, 같은 날 총리는 실제 확진자의 수가 10,000명 이상일 수 있다고 가정한 반면 영국 정부의 최고 과학 책임자는 실제 사례는 5000 ~ 10,000건 사이로 확인되었다.
2020년 3월 24일, 영국은 3주 이상 동안 국가 감금의 필요성 또는 장점을 부인한 후 매우 늦게 시행했다. 2주 동안 코로나 바이러스에 대한 불규칙한 행동과 초기에 적극적 대처에 대해 부정적이던 입장은 모두 집단과 정치 계급에 의해 비난받았다.

## 경과

### 초기

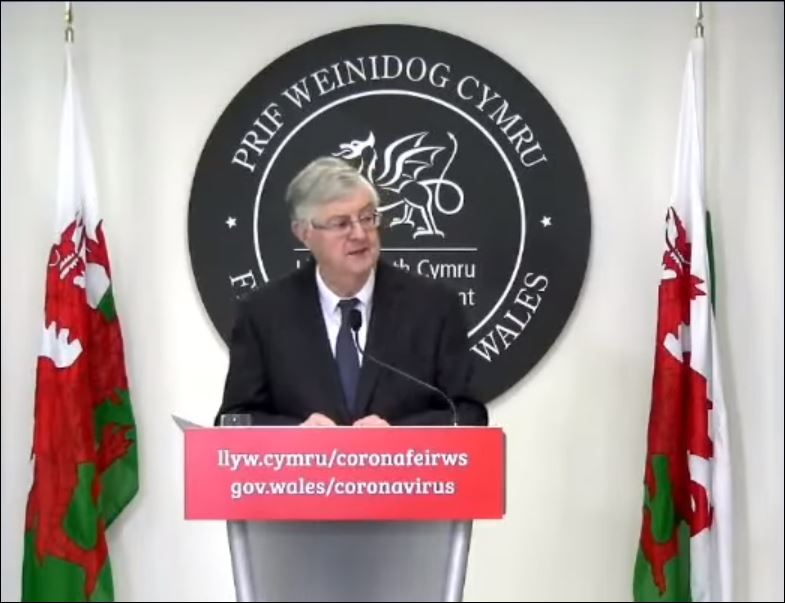
웨일즈의 대유행 및 모든 건강 문제는 웨일스 정부에 위임된다.

2020년 1월 31일, 영국 국내에서 가족 2명의 감염이 확인되었다.
2월 27일, 북 아일랜드에서의 첫 번째 감염 확진 사례가 확인되었으며, 북부 이탈리아에서 감염에 노출된 후에 방문한 여성이 더블린에 머물렀다. 영국에서 확인된 총 사례 수는 16개로 증가했다.
웨일즈는 2월 28일에 첫 번째 코로나 바이러스 사례를 확인했으며 나머지 3명은 영국에서 양성으로 테스트하여 영국의 총 사례 수는 20 건에 이르렀다. 그 중 영국의 경우 영국 최초의 코로나 바이러스 감염 사례 인 서리 (Surrey) 거주자가 있었으며 현재 역학 조사가 진행 중이며 현재 가이즈 앤 세인트 토마스 (Guy 's and St Thomas)에서 치료를 받고 있다.
2월 29일, 이탈리아에서 귀국한 2명과 아시아에서 입국한 1명의 감염이 확인되었다.

### 3월
3월 13일, 영국 정부의 최고 과학 고문 인 패트릭 발렌스 (Patrick Valence)는 BBC와의 인터뷰에서 바이러스를 막기 위해 심각한 조치를 취하면 전염병이 회복 될 것이라고 영국의 전염병 방지 목표는 전 사회를 무리없는 면역으로 만드는 것이라 밝혔다. 발생을 완전히 억제하는 방식을 대신하는 무리 면역은 비평가들에 의해 대중과의 실험으로 간주된다. 영국 면역 연구소는 3월 14일 정부의 무리 예방 접종 전략에 대한 공개 서한을 발표했으며 현재 심각한 급성 호흡기 증후군 코로나 바이러스 2 형에 대한 연구는 없으며, 사례 수를 제한하기 위해 지역 사회 격리를 채택해야 한다는 입장을 밝혔다. 3월 16일 기준으로, 영국의 501명과 40명의 국제 과학자와 대학 교수는 정부의 무리 예방 접종 전략이 실현 가능하지 않다는 공개 서한을 발표했으며, 전염병을 통제하기 위해 지역 사회 격리와 더 강력한 조치를 채택해야 한다고 밝혔다. 영국이 공동 서명한 웹 사이트의 2억 8천 명이 이탈리아의 봉쇄 조치에 대해 정부에 요청했다.
3월 23일 저녁, 보리스 존슨 총리는 텔레비전 방송에서 NHS를 보호하기 위해 바이러스를 완화하기 위한 조치를 강화해야한다고 발표했다. 최소 3 주간 지속될 예정인 "잠금" 기간 동안 정부는 필수 구매, 필수 업무 여행 (원격 작업이 불가능한 경우), 의료 요구, 하루에 한 번 운동 (혼자 또는 가족 구성원과 함께) 및 간호를 제공하는 것을 제외하고는 이 기간 내내 사람들에게 집에 머물라고 지시했다. 장례식을 제외한 모든 공개 모임 및 사교 행사를 포함하여 다른 많은 비 필수 활동은 금지되며, 소매업의 많은 카테고리가 폐쇄되도록 주문되었다.
3월 25일, 영국 왕실의 일원인 찰스 왕자는 가볍고 경미한 증상을 느껴 진단 결과 양성 반응이 나와 감염이 확인되었다. 발 모랄 성에서 그의 아내 카밀라 (음성 검사 결과)와 가벼운 증상이 있는 것으로 보고되었다.
3월 27일, 존슨 영국 총리는 트위터에서 지난 24 시간 동안 경미한 증상을 보였으며 바이러스에 대해 양성 반응을 보였다고 발표하였다. 그는 현재 자신을 분리하고 있지만 화상 회의를 통해 정부의 전염병 방지 활동을 계속 이끌 것이라고 말했다. 매튜 핸콕 영국 보건부 장관도 바이러스에 대해 양성 반응을 보였음을 밝히기도 하였다.

### 4월

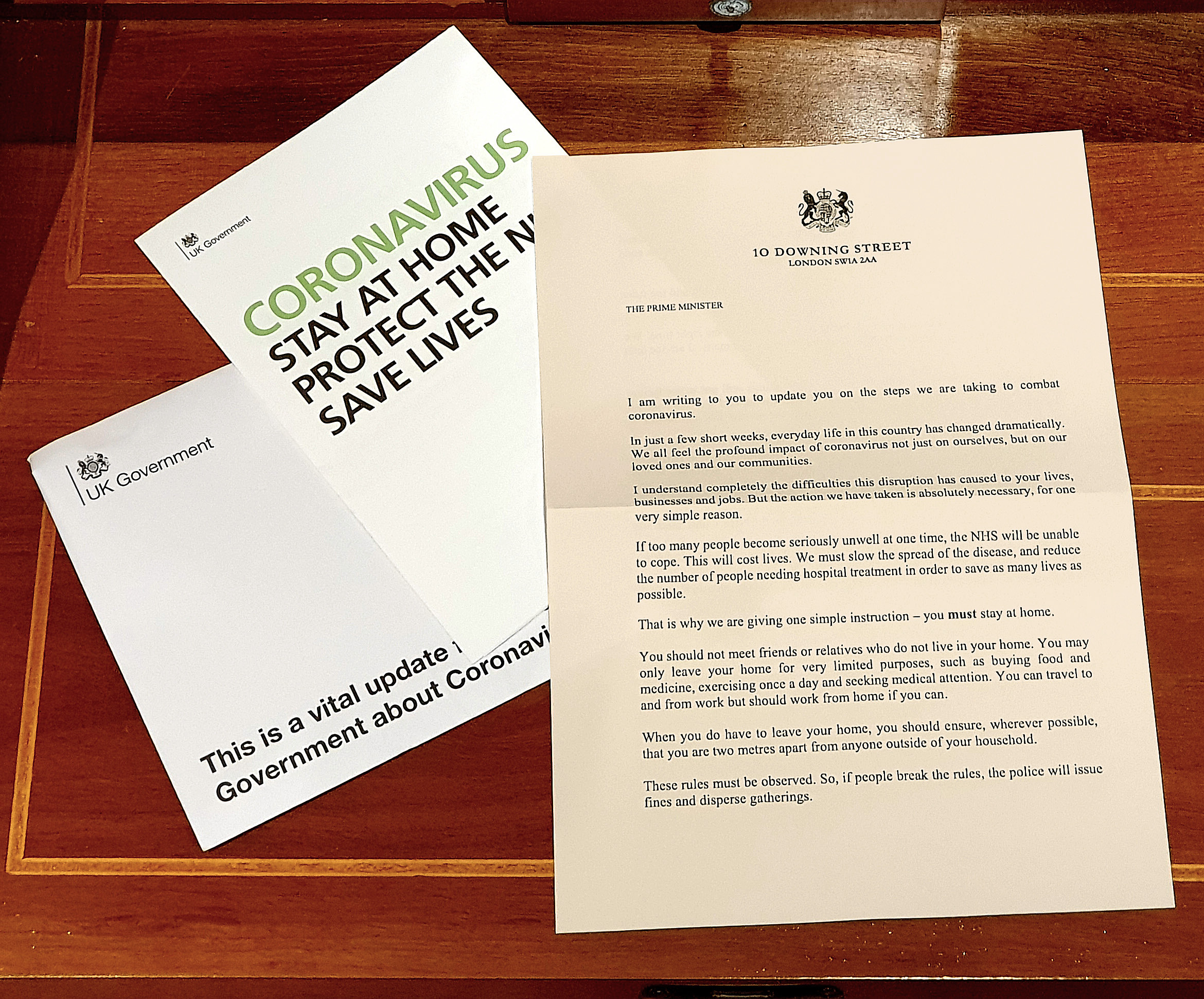
영국 총리가 최근 시국 관련 국민들에게 보낸 서한의 모습. 코로나바이러스 대응을 위한 영국 정부의 안내문도 함께 배송되었다. (4월 3일)

4월 1일 영국 정부는 코로나19 대유행 이후 바이러스 검사를 받은 NHS 직원은 2,000여명에 달한다는 사실을 확인하였으나, 마이클 고브 영국 내각부장관은 코로나19 진단에 필요한 시약 공정에 필요한 화학품 물량이 부족할 경우 NHS 전체 종사자 120만 명에 대한 진단은 불가능할 것으로 본다고 답해 논란이 되었다. 영국 화학산업협회 측은 고브 장관의 견해에 반박하는 성명을 내었는데, 결론적으로 관련 화학품 부족 사태는 없으며, 정부 측에서 차후 공급문제에 관심을 갖기 전이던 지난주 산업부장관과의 회의에서도 이 같은 사실을 알렸었다고 밝혔다.
4월 2일, 7일간의 자가격리 기간을 거친 맷 핸콕 보건장관은 이달 말까지 하루 십만 건의 검사를 실시하는 것을 목표로 삼고, 이른바 '다섯 기둥' (five pillar)에 의거한 바이러스 진단 계획을 발표하였다. 이 자리에서 밝혀진 5가지 포부란 다음과 같다.

- 4월 중순에서 후반까지 PHE 산하 연구소와 NHS 소속 병원은 의학적 사유가 있는 사람과 핵심 근무자를 위한 면봉 검사를 잉글랜드 내에서 하루2만 5000명까지 확대한다. 여타 분권 지방정부 내에서는 PHE와 로슈 사 간의 제휴관계 혜택을 받아 전국 중앙 배부체계를 거쳐 NHS의 동일 검사 전략을 따른다.
- 전국에 걸쳐 NHS 최우선 핵심 근무자를 위한 민간 면봉검사를 늘리고, 이후 다른 분야의 최우선 근무자로 대상을 확대한다.
- 전국에 걸쳐 국민들의 항체 보유 여부와 그에 따른 코로나바이러스에 대한 높은 수준의 면역성 확보 여부를 판단하기 위한 혈액검사를 개발한다.
- 질병 확산에 대한 더 많은 연구와 신형 검사법 및 치료법 개발을 위해 전국에 걸쳐 점검진단를 실시한다.
- 자국 내 대량검사 능력을 완전히 새로운 규모로 구축한다.

2020년 4월 6일, 영국의 보리스 존슨 총리가 감염증 증상 악화로 중환자실에 입원하였다. 도미니크 라아브 외무장관이 총리직을 대행할 것으로 알려졌다. 존슨 총리는 지난 3월 27일에 확진 판정을 받고 총리 관저에서 자가 격리 중이었다.
4월 7일, 영국 정부 수석과학고문인 패트릭 밸런스는 사망자수가 예상치만큼 급증하고 있지는 않지만, 확진자 발생규모가 정점을 찍었는지에 대한 여부를 논하기엔 너무 이르다고 밝혔다. 이틀 뒤 4월 9일 영국 내 하루 사망자수는 881명으로, 전체 사망자수는 총 7,978O명으로 집계됐다. 도미니크 라아브 총리대리는 영국이 봉쇄조치에 대한 "영향을 받기 시작했다"고 밝혔지만 해제하기에는 너무 이르다며 부활절 휴일 동안 실내에 머무를 것을 촉구하였다.
4월 10일, 영국 내 하루 사망자수가 980명을 기록해 총 사망자수는 8,958명으로 늘어났다. 잉글랜드 보건본부 부장인 조너선 밴탬은 영국 정부 일일브리핑에서 "봉쇄조치가 결실을 맺기 시작했으나 영국은 여전히 위험한 상황"이라며, "런던 내 확진사례가 감소세를 보이기 시작했으나 요크셔와 노스이스트 일대는 여전히 증가세를 이어가고 있다"고 말했다. 4월 12일에는 보리스 존슨 영국 총리가 퇴원했다는 소식이 전해졌다.
4월 14일, 영국 통계청이 발표한 전국 통계에서 4월 첫째주에만 영국 내 전체 사망자의 20%가 코로나19 감염증으로 인한 것으로 조사되었다. 특히 일주일간 영국 내에서 신고된 사망자수는 16,000명 이상이었는데 일주일간 평균 사망자수보다 6,000명이 늘어난 수치였다. 이에 대해 에이지 UK, 알츠하이머 소사이어티를 비롯한 영국 자선단체들은 코로나19의 노인 사망자 중에서 요양원이나 자택에 머물던 경우는 포함하지 않고 병원 내 사망에만 집중적으로 집계하면서 공식 수치가 '수정 처리'(airbrushed)되고 있다며 비판적인 자세를 취했다.
4월 15일, 맷 핸콕 보건장관은 가족들의 친척 중에 코로나19로 인해 위독한 상태에 있을 경우 곁에서 지킬 수 있도록 허가하는 새로운 지침을 발표했다. 이와 더불어 자택대기 직원들을 살피기 위해 개인보호장비를 제공하는 새로운 공급망의 운영을 개시하였다. 같은날 NHS 잉글랜드지부와 의료품질위원회는 요양원 내 사망자가 증가하고 있다는 보고가 있음에도, 사망진단서에 의존한 공식 구치가 이런 실상을 제대로 반영하지 못하고 있다는 요청에 따라, 요양원 직원과 환자들을 대상으로 한 조사를 실시하기로 했다. 또한 같은날 앨런 포스터 북아일랜드 장관은 북아일랜드 내 봉쇄 기간을 5월 9일까지 연장하는 조치를 내렸다.
4월 16일, 도미니크 라아브는 봉쇄조치가 앞으로 3주간 계속될 것이며, 지나치게 조기 해제될 경우 "모든 희생자분들과 그간 이룬 모든 진전을 헛되이 만들 위험"이 생긴다고 밝혔다. 이와 더불어 봉쇄조치 완화에 대한 다섯가지 선제 조건도 제시하였다. 이날 기록된 사망자수는 13,729명으로 전날대비 861명이 증가하였으며, 전체 확진자수는 103,093명으로 처음으로 10만 명을 돌파하였다. 4월 18일, 의사·간호사 대표노조 측은 의료진에게 재고가 바닥날 경우 방호복을 재사용하거나 다른 키트를 사용할 것을 권고하겠다는 정부지침 변경 예고에 우려를 표명했다. 로버트 젠릭 지방정부장관은 유행 초에 지역정부를 대상으로 지급됐던 16억 파운드 가량의 지원금과 더불어 16억 파운드를 한번 더 추가로 지원한다고 발표하였다.

### 10월
10월 초부터 하루 확진자가 1만명을 넘어서는 등 재확산이 본격화되기 시작하였다.
10월 31일, 세계에서 9번째로 확진자가 100만명을 돌파하였다.

### 11월
10월 초부터 시작된 코로나19 재확산으로 11월 5일부터 전국에 강도 높은 봉쇄령이 내려졌다.

## 같이 보기
- 건지섬의 코로나19 범유행
- 맨섬의 코로나19 범유행
- 유럽의 코로나19 범유행